# فرت گیبسن (اکلاهما)
فرت گیبسن(به انگلیسی: Fort Gibson) شهری در ایالت اکلاهما کشور ایالات متحده آمریکا است که جمعیت آن در سرشماری سال ۲۰۱۰ میلادی، ۴٬۱۵۴ نفر بوده‌است.